# Přimda
Přimda (německy Pfraumberg) je město v okrese Tachov v Plzeňském kraji, jehož hlavní část je situována do sedla v nadmořské výšce 700 metrů. Žije zde přibližně 1 600 obyvatel.

## Historie
První písemná zmínka o hradu Přimda pochází z roku 1121, stejnojmenné město bylo poprvé zmíněno v roce 1331. Za Jana Lucemburského byla Přimda výměnou za finanční hotovost zastavena (dána do držení) šlechtě. V roce 1336, v době sporů Jana Lucemburského s císařem Ludvíkem IV. Bavorským, byl hrad přepaden německým vojskem, obléhatelé překonali vnější opevnění, museli však ustoupit po zapálení dřevěných částí hradeb posádkou hradu. V roce 1414 přes Přimdu vedla cesta Jana Husa do Kostnice. V roce 1675 koupil panství i s hradem Jan Václav hrabě Novohradský z Kolowrat. S výjimkou asi padesát let nacistické a komunistické vlády v zemi je v majetku tohoto rodu území dodnes. Na konci druhé světové války, v dubnu 1945, byla velká část historického centra poškozena požárem po americkém náletu. Po druhé světové válce byla většina původního obyvatelstva nuceně vysídlena a na jejich místo přišlo české obyvatelstvo z vnitrozemí. V roce 2023 došlo k přejmenování náměstí na náměstí Jindřicha Kolowrata.

## Přírodní poměry
Vrch Přimda (848 metrů) je chráněn jako stejnojmenná přírodní rezervace. Západně od města leží přírodní památka Milov.

## Obyvatelstvo
| Rok            | 1869  | 1880  | 1890  | 1900  | 1910  | 1921  | 1930  | 1950  | 1961  | 1970  | 1980  | 1991  | 2001  | 2011  | 2021  |
| -------------- | ----- | ----- | ----- | ----- | ----- | ----- | ----- | ----- | ----- | ----- | ----- | ----- | ----- | ----- | ----- |
| Počet obyvatel | 3 017 | 2 999 | 2 924 | 2 910 | 3 020 | 2 888 | 2 825 | 1 038 | 1 117 | 1 006 | 1 096 | 1 282 | 1 358 | 1 481 | 1 404 |
| Počet domů     | 476   | 497   | 506   | 523   | 530   | 534   | 578   | 328   | 241   | 226   | 240   | 267   | 293   | 310   | 324   |

## Městská správa a politika

### Části města
- Kundratice
- Malé Dvorce
- Málkov
- Mlýnec
- Přimda
- Rájov
- Třískolupy
- Újezd pod Přimdou
- Velké Dvorce

V letech 1960–1971 k městu patřila i Nová Ves.

### Městské symboly
Znak města je historický, vlajka byla městu udělena rozhodnutím předsedy Poslanecké sněmovny Parlamentu České republiky dne 18. dubna 2014. Znak tvoří stříbrný štít, na němž je vyobrazeno zelené trojvrší s lípou přirozené barvy, na jejíž kmen šplhají ze stran dva černí medvědi s červenou zbrojí. Vlajka má rozměr šířky ku délce v poměru 2:3. Tvoří ji bílý list, na jeho dolním okraji zelené trojvrší, z něhož vyrůstá lípa se zelenou korunou a hnědým kmenem, na který šplhají ze stran dva černí medvědi s červenou zbrojí.

## Pamětihodnosti
- Hrad Přimda, zřícenina na návrší kopce Přimda (848 m) na sever od města
- Kostel svatého Jiří, kde v osmdesátých letech 19. století působil jako farář Jindřich Šimon Baar
- Socha svatého Antonína
- Socha svatého Jana Nepomuckého na náměstí z roku 1734
- Smírčí kříže
- Kaple Panny Marie z roku 1852
- Popraviště (Nachází se za meteorologickou stanicí na Přimdě)

## Fotogalerie

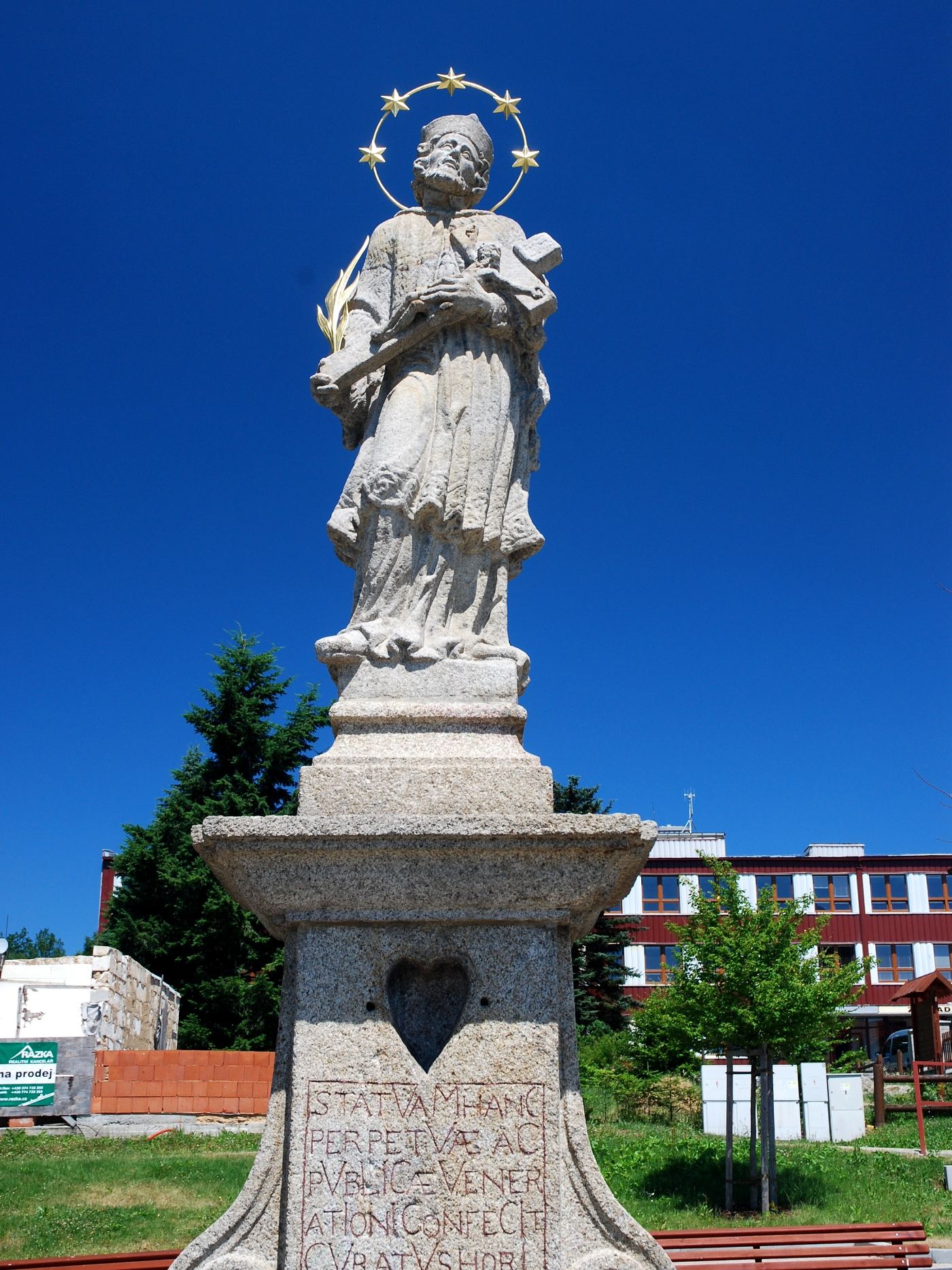
Socha Jana Nepomuckého
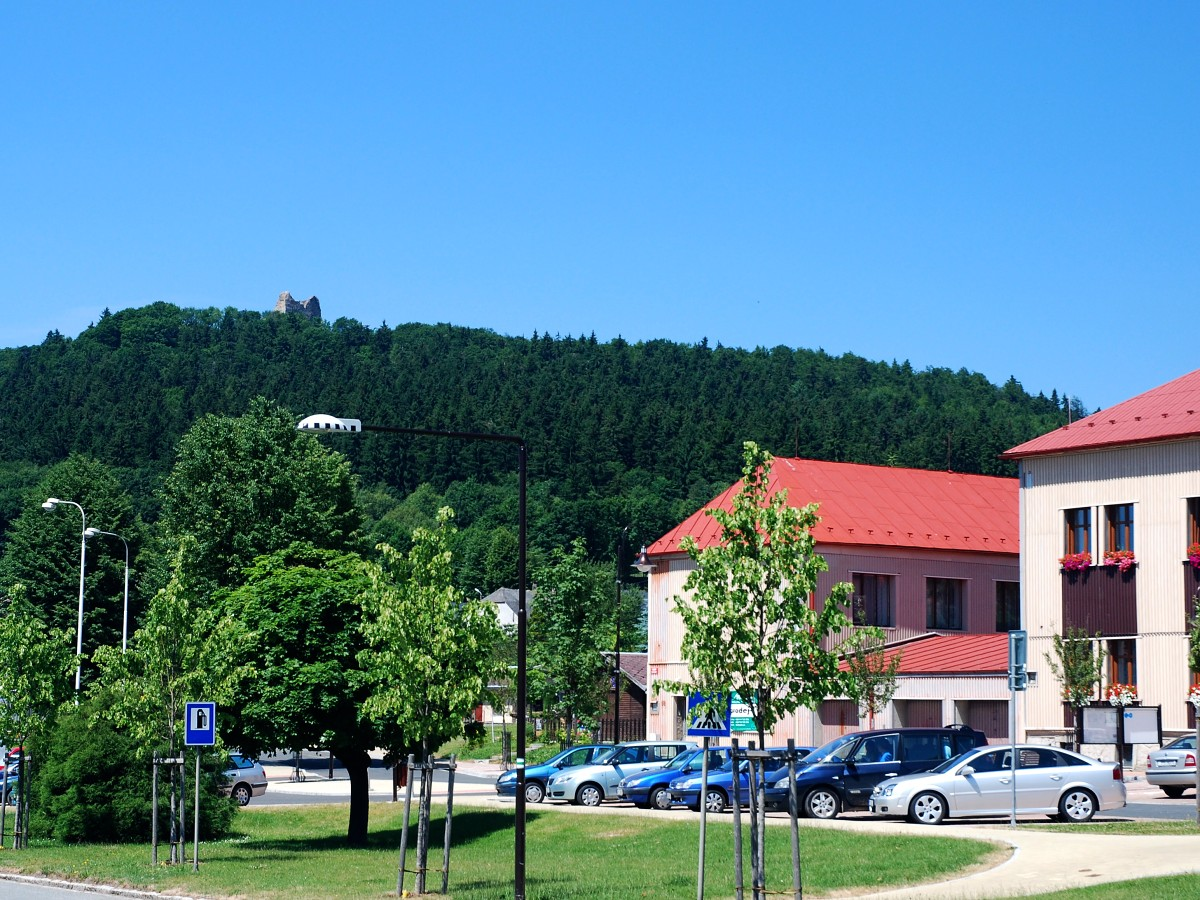
Pohled na blízkou zříceninu hradu
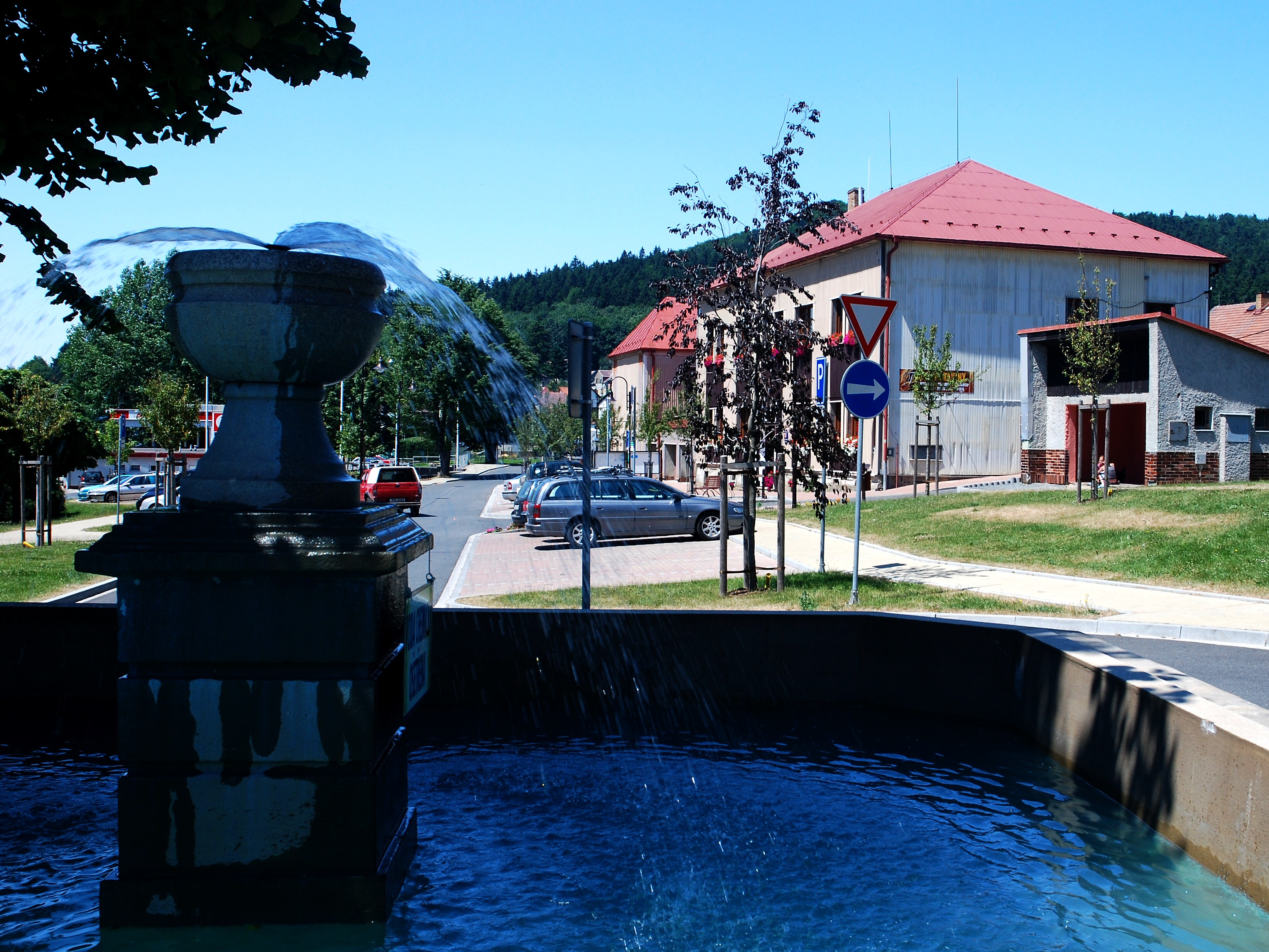
Kašna na náměstí v sousedství sochy Jana Nepomuckého
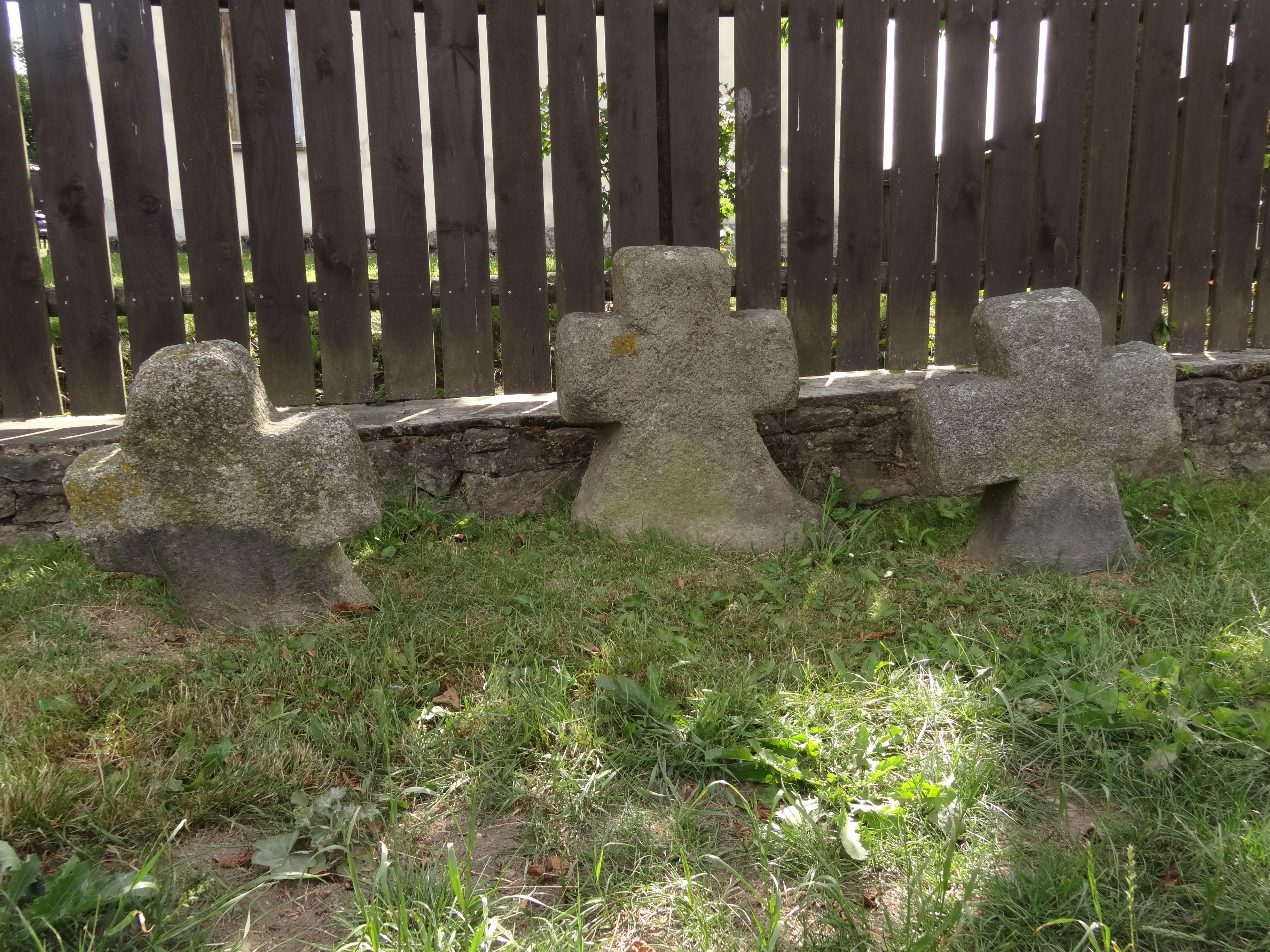
Památkově chráněné smírčí kříže